# 神戸トンネル

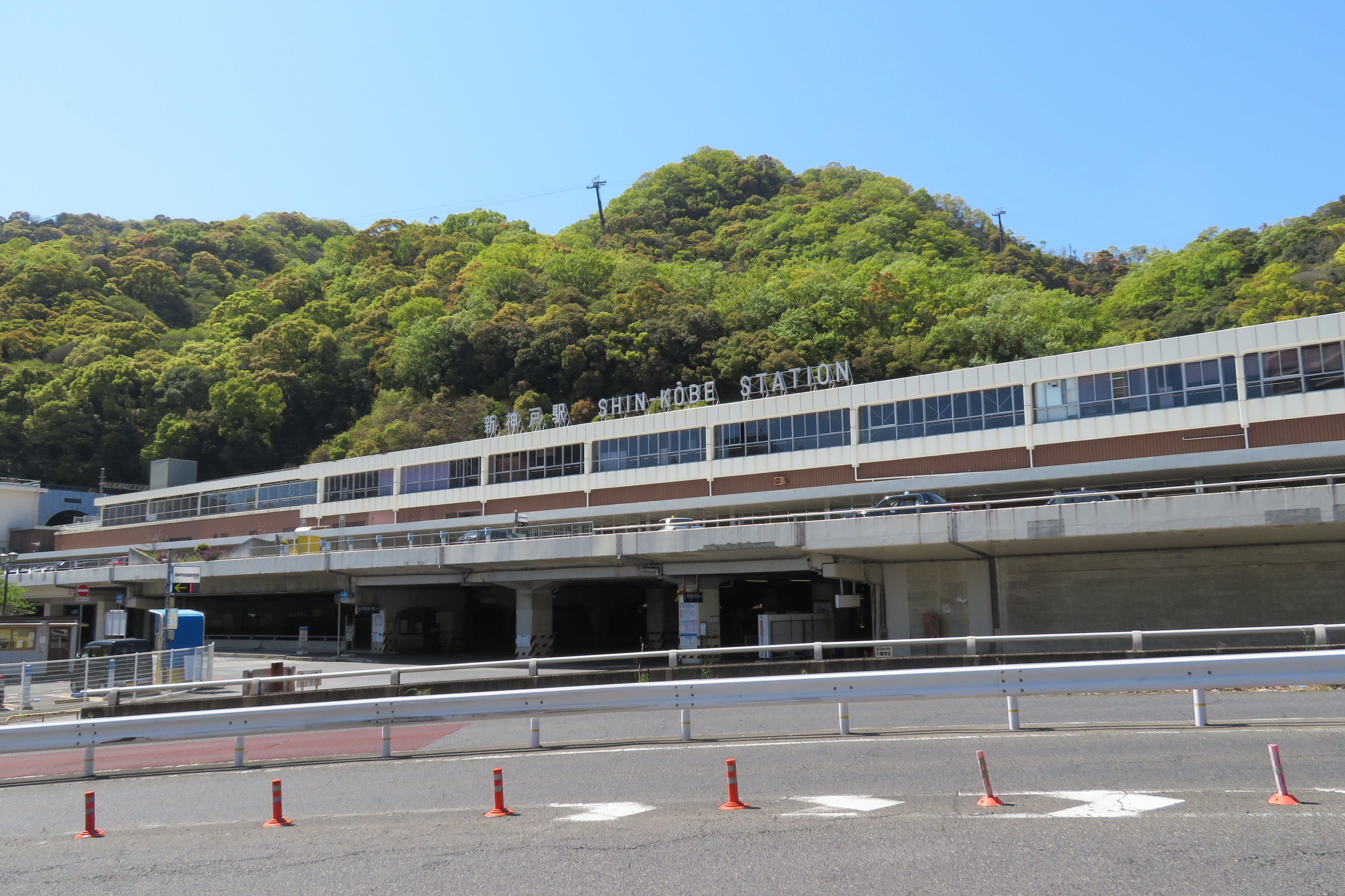
神戸トンネル

神戸トンネル（こうべトンネル）は、兵庫県神戸市中央区と、同市須磨区を結ぶ、西日本旅客鉄道（JR西日本）の六甲トンネルを出てすぐにある新神戸駅～西明石駅の間にある全長7970ｍの鉄道トンネルである。

## 概要
六甲トンネルと共に、阪神間に新幹線を通す際、密集した海岸沿いの住宅地を避けるために、六甲山系に直線的に掘られた長大トンネルである。山陽新幹線に新大阪から乗車すると、尼崎市・西宮市の市街地を走ってすぐに六甲トンネルが待ち構えている。いきなり16km超のトンネルになったり、新神戸駅を出て、すぐにトンネルになるのが、山陽新幹線が『トンネル新幹線』と呼ばれるようになったきっかけでもある。また、このトンネルを出てから数100ｍ区間を経て、須磨トンネルへ突入する。須磨トンネル､奥畑トンネルといった2つのトンネルを出て、しばらくは、長大トンネルがない。

### トンネルの構造
神戸市中央区、兵庫区、長田区、北区の地下を通っている。